# Bosc de Sherwood

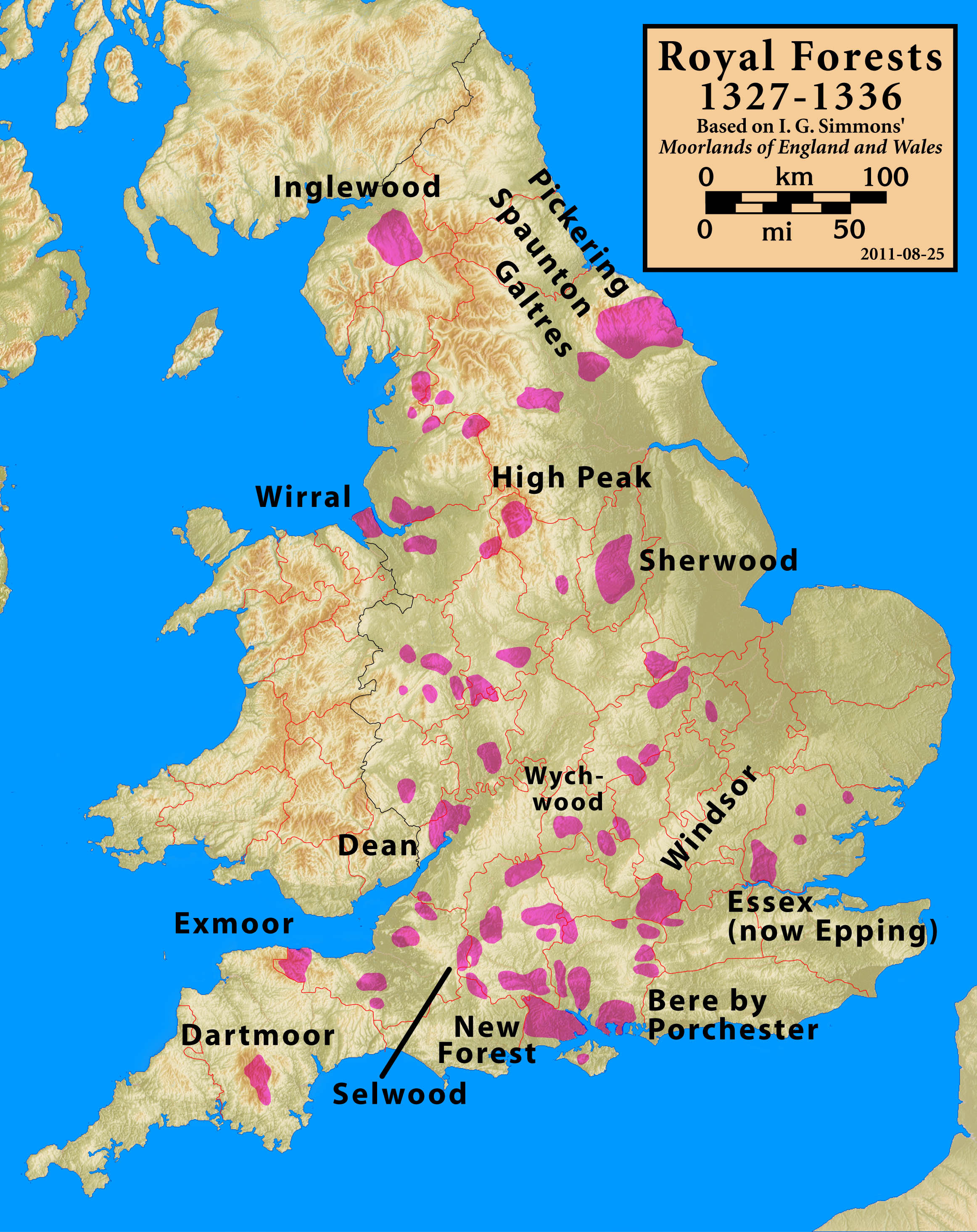
En color rosa els espais amb la categoria de bosc reial.

El bosc de Sherwood (en anglès Sherwood Forest National Nature Reserve) és una àrea natural del comtat de Nottinghamshire, (Anglaterra), que té la categoria de bosc reial i és famós per sortir en la llegenda de Robin Hood.
Aquest bosc data de l'edat del gel, com s'ha pogut comprovar mitjançant l'estudi del pol·len. Actualment comprèn 423,2 hectàrees, (4,23 km²). Dins el bosc hi ha la vila d'Edwinstowe, i una residència senyorial anomenada Thoresby Hall.
Altres noms d'aquest bosc són: Birklands i Bilhaugh, ja que antigament el nom complet era Sher Wood of Birklands («els boscos del senyoriu de Birkland»), un territori més gran que l'actual que s'estenia per diversos comtats (shires) i limitava a l'oest amb el riu Erewash i amb el bosc d'East Derbyshire. En l'època ue es va escriure el Domesday Book (1086), aquest bosc ocupava aproximadament una quarta part de Nottinghamshire.

## Gestió i conservació

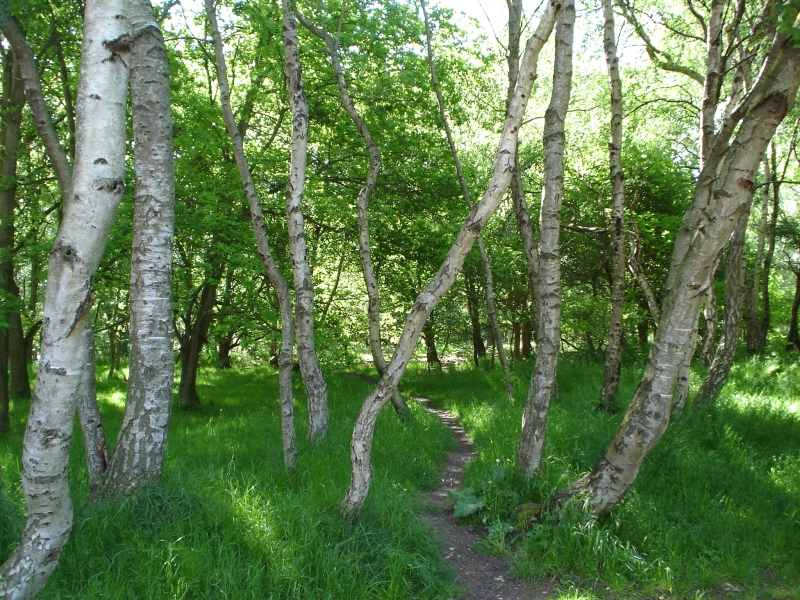
Grup de bedolls al bosc de Sherwood.

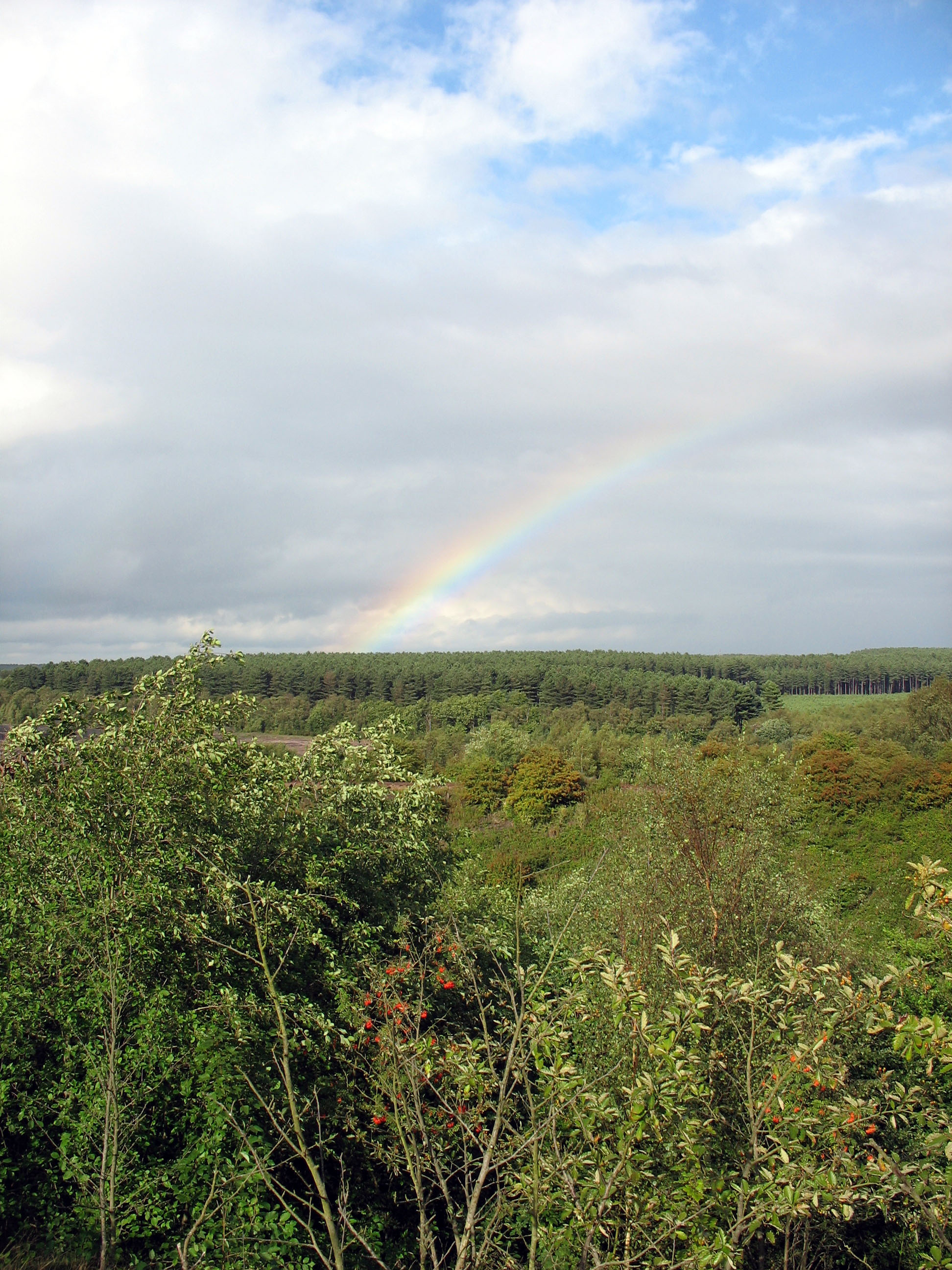
Vistes del parc cap al nord-oest.

En la conservació d'aquest bosc col·labora la Sherwood Forest Trust, que es una organització no governamental. A més de la conservació de l'entorn natural el seu objectiu també inclou donar suport a les comunitats que l'habiten, donar-lo a conèixer i procurar els diners necessaris per aquesta tasca.
El consell del comtat de Nottinghamshire i la Comissió Forestals són els organismes oficials per gestionar i conservar els recursos del bosc, en especial la zona al nord d'Edwinstowe, a més crea camins respectuosos amb el medi i organitza activitats dins el seu entorn.
El 1969 el consell va crear dins el bosc de Sherwood el parc del comtat, d'accés al públic, sota llicència dels propietaris de Thoresby Hall, ja que una part del arc és seu. L'any 2002, el departament estatal amb competències sobre espais naturals (English Nature) va concedir a una part del bosc de Shewood, la denominació reserva natural. El 2007, es va incorporar dins d'aquesta reserva el bosc anomenat Budby South Forest, que és l'àrea més extensa de Nottinghamshire de terres baixes de bruc sec, i gairebé va doblar la seva mida, de 220 a 423 hectàrees.
En algunes parts del bosc es poden trobar roures molt vells, especialment en l'indret anomenat Dukeries, al sud de la vila de Worksop; aquest nom s'explica perquè antigament hi havia cinc residencies ducals.
El riu Idle, un afluent del Trent, neix a Sherwood de la confluència de diverses deus.

## Visitants
Sherwood atreu entre 360.000 i 1 milió de visitants a l'any, molts procedents d'altres contrades.
Cada mes d'agost la reserva natural organitza un festival centrat en la figura de Robin Hood que dura una setmanal. Aquest esdeveniment recrea l'ambient medieval de les llegendes i uns actors apareixen disfressats dels personatges relacionats. També hi ha un espectacle de justa, actuació de còmics ambulants, bufons, músics, ensinistradors de rates, alquimistes i menjadors de foc.
Durant tot l'any es pot visitar l'exposició del Centre d'art i artesania, que està situat en l'antiga cotxera i estables d'Edwinstowe Hall, al bell mig del bosc. Allà també hi ha una cafeteria, una sala que es lloga per fer celebracions i un taller on s'ensenya a fer artesania.

## El roure més gran

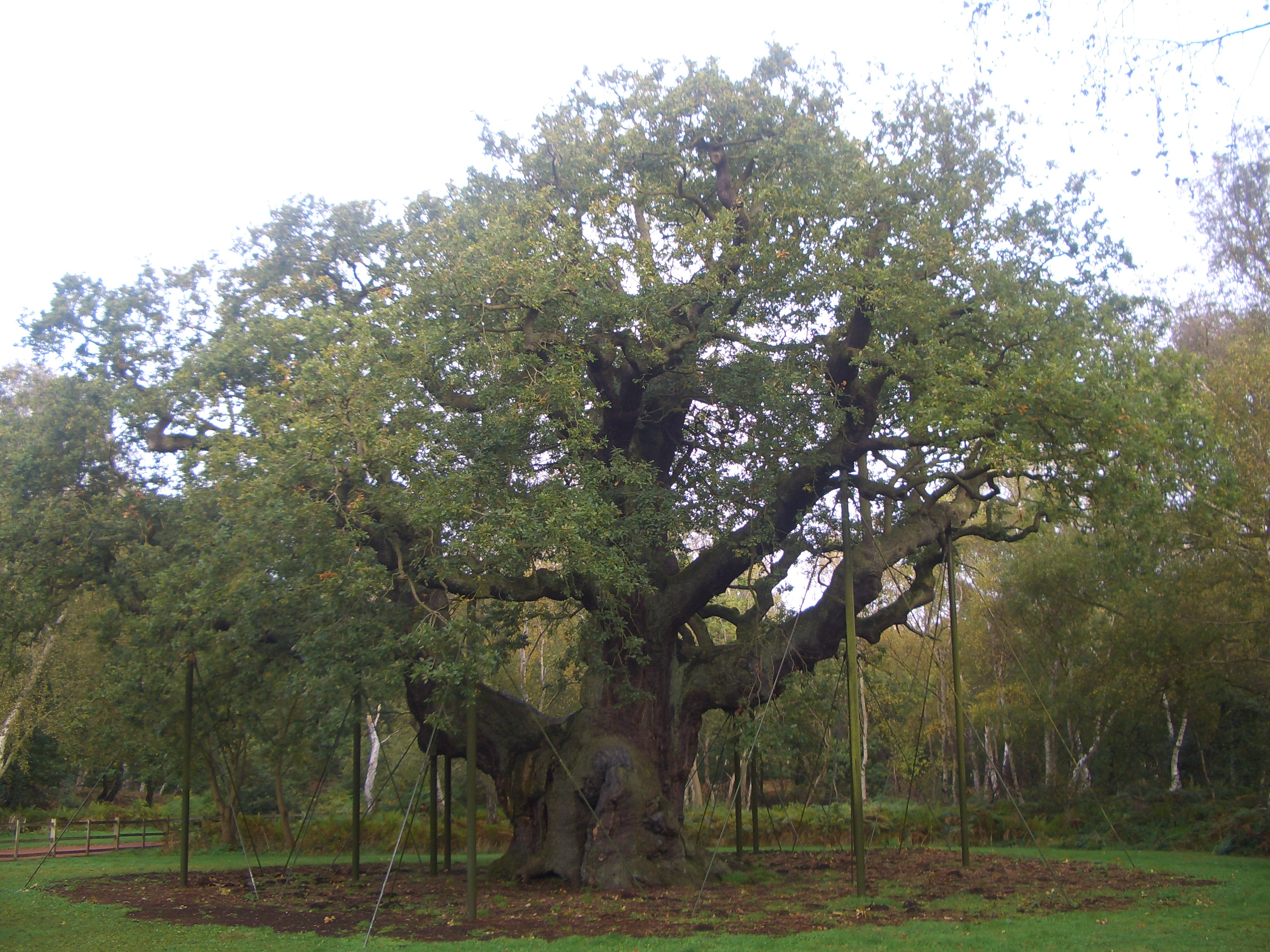
Imatge del roure l'octubre del 2012.

Aquest bosc conté el roure més gran que, segons la llegenda, era el principal amagatall de Robin Hood. Té entre 800 i 1.000 anys d'antiguitat i, des de l'època victoriana es va decidir afegir un suport que l'ajudés a descarregar el pes sense fer malbé les arrels. El febrer del 1998, una empresa local va obtenir llicència per tallar uns esqueixos i fer-ne clons amb la intenció de poder-ne fer créixer un a cada ciutat important del món.

## Thynghowe
Thynghowe era un important lloc de trobada dins el Danelaw, on la gent es reunia per resoldre disputes arribar a pactes. El lloc exactes es desconeixia fins que uns aficionat a la història el van localitzar el 2005-06 dins el bosc de Sherwood.És un indret on estan els roures més vells, en l'àrea anomenada Birklands. Els experts creuen que també pot donar pistes sobre els límits entre els antics regnes anglosaxons de Mèrcia i Northúmbria.
El departament del patrimoni històric (English Heritage) ha inspeccionat el lloc i ha donat la confirmació que es tracta del "Thynghowe" esmentat en textos del 1334 i 1609.

## Flora i fauna
L'actual centre per a visitants s'haurà de canviar de lloc, en compliment de la llei sobre àrees d'especial conservació. l'article 3 de la Directiva sobre els Habitants, requereix l'establiment d'una xarxa europea de conservació d'alta qualitat que asseguri la conservació dels 189 tipus i 788 espècies que l'habiten, que es detallen en els annexes I i II. Aquesta llista inclou espècies considerades amb perill d'extinció a nivell europeu (sense tenir en compte els ocells).